# Витштокский мир
Витштокский мир (нем. Frieden zu Wittstock) — мирный договор, заключённый 12 апреля 1442 года в Витштоке, завершивший конфликт между Бранденбургским маркграфством и Мекленбургом по вопросу наследования и ленных прав после угасания линии правителей Верле после смерти Вильгельма Верльского в 1436 году. Конкретным поводом для постоянных пограничных споров и войн между соседями стали распри 1440 года между герцогством Померания и Мекленбург-Штаргардом, а конкретно, с герцогом Генрихом Мекленбург-Штаргардским по поводу наследования в княжестве Верле, претензий бранденбуржцев на наследство в части Штаргардского княжества и города Анклама, в ходе которых Бранденбург при Иоганне Бранденбург-Кульмском выступал на стороне померанских герцогов.
Заключение мира позволило на долгосрочной основе сформировать юго-восток государственной территории Мекленбурга, окончательно лишило Мекленбург части Уккермарка, отошедшей навсегда к Бранденбургу, и предоставило бранденбуржцам право наследования в Мекленбурге в случае смерти наследников мужского пола Мекленбургского княжеского дома.